# رنده پنیر

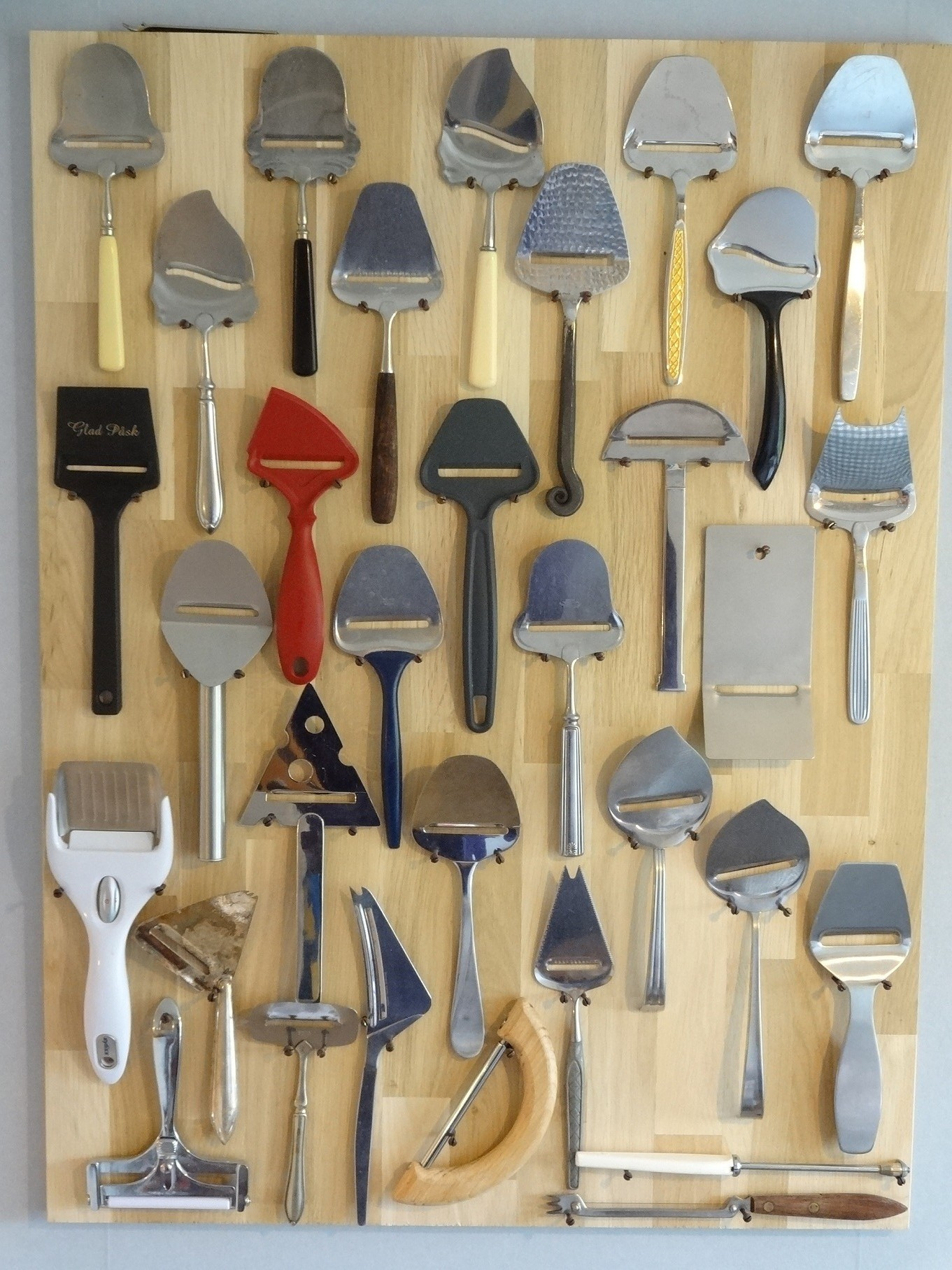
در نروژ، بسیاری از این وسیله، برای خورد کردن سبزیجاتی مانند هویج و کلم، بدون نیاز به وسایل برقی پر مصرف، استفاده می‌کنند.

رنده پنیر (نروژی: Ostehøvel) ابزاری است که معمولاً در آشپزخانه مورد استفاده قرار می‌گیرد. شباهت زیادی به پوستکن دارد.
اما معمولاً پهنتر است و از آن برای برشِ پنیرِ کاملاً جامد، به‌صورت نوار یا ورقه‌های نازک استفاده می‌شود. (مناسب پنیری که حالت خمیری دارد؛ نیست).
حقوق تجاری این وسیله در سال ۱۹۲۵
توسط یک نروژی بنام تور بیورکلوند ثبت شده و امروزه، خود وسیله که بزبان نروژی Ostehøvel نام دارد؛ بعضاً در کشورهای انگلیسی زبان، بنام نروژی آن، در کاتالوگ‌ها ثبت می‌شود.
این وسیله نیز مانند پوست کن دارای، یک دستگیره، یک تیغه برنده و یک مکانیزم تعدیل کنندهٔ عمق برش است. در کشورهای اسکاندیناوی این ابزارِ آشپزخانه، یعنی رنده پنیر در هر خانه ای پیدا می‌شود.
در نروژ و دیگر کشورهای اسکاندیناوی، بسیاری از این وسیله، برای خورد کردن سبزیجاتی مانند هویج و کلم، بدون نیاز به وسایل برقی پر مصرف، نیز استفاده می‌کنند. این وسیله که ترجمه اصطلاح نروژی آن؛ رنده پنیر «Ostehøvel» است؛ در تهیه مقدمات مربا و ترشی، یعنی خورد کردن یکنواخت مواد اولیه مصرف دارد.